# Amerikanska Jungfruöarnas damlandslag i volleyboll
Amerikanska Jungfruöarnas damlandslag i volleyboll representerar Amerikanska Jungfruöarna i volleyboll på damsidan. Laget har deltagit flera gånger i nordamerikanska mästerskapet och karibiska mästerskapet.

### Fotnoter
1. ↑  ”Women 1989 Volleyball NORCECA Championship 1989 San Juan (PUR) - 08-15.07 Winner Cuba” (på engelska). http://www.todor66.com/volleyball/Norceca/Women_1989.html. Läst 19 mars 2023.
2. ↑  Todor Krastev. ”Women Volleyball III Caribbean Championship 1993 Trinidad Tobago - Winner Barbados” (på engelska). http://www.todor66.com/volleyball/Norceca/Women_Caribbean_1993.html. Läst 10 mars 2024.
3. ↑  Todor Krastev. ”Women Volleyball VI Caribbean (CAZOVA) Championship 1996 US Virgin Islands - Winner Trinidad Tobago” (på engelska). http://www.todor66.com/volleyball/Norceca/Women_Caribbean_1996.html. Läst 10 mars 2024.
4. ↑  ”CAZOVA Championship 2006 » classification :” (på engelska). Volleybox. https://women.volleybox.net/women-cazova-championship-2006-o30735. Läst 20 oktober 2023.
5. ↑  Todor Krastev. ”Women Volleyball XII Caribbean (CAZOVA) Championship 2008 14-20. 07 Bridgetown (BAR) - Winner Trinidad Tobago” (på engelska). http://www.todor66.com/volleyball/Norceca/Women_Caribbean_2008.html. Läst 10 mars 2024.
6. ↑  ”CAZOVA Championship 2010 » classification :” (på engelska). Volleybox. https://women.volleybox.net/women-cazova-championship-2010-o30733. Läst 20 oktober 2023.
7. ↑  Todor Krastev. ”Women Volleyball XIV Caribbean (CAZOVA) Championship 2012 St. Croix (USV) 24-29.07 - Winner Trinidad Tobago” (på engelska). http://www.todor66.com/volleyball/Norceca/Women_Caribbean_2012.html. Läst 10 mars 2024.
8. ↑  Todor Krastev. ”Women Volleyball XVI Caribbean (CAZOVA) Championship 2017 Jamaica - Winner Trinidad Tobago” (på engelska). http://www.todor66.com/volleyball/Norceca/Women_Caribbean_2017.html. Läst 10 mars 2024.
9. ↑  Senaste tillfället då någon kontrollerade att de inmatade tabelluppgifterna stämmer. Uppgifter kan ha matats in senare utan att kontrolleras av någon annan